# 독도박물관
독도박물관(獨島博物館, Dokdo Museum)은 경상북도 울릉군에 위치한 박물관이다. 독도 전문 박물관으로, 1997년 개관하였다. 울릉군에서 대지를 제공하고, 삼성문화재단에서 건물을 기증하였으며, 이종학 등이 자료를 기증하여 박물관을 구성했다.

## 연혁
- 1995년 6월: 독도박물관 설립 결정
- 1997년 8월 8일: 개관

## 같이 보기
- 반크